# Quinto Pompônio Rufo
Quinto Pompônio Rufo (em latim: Quintus Pomponius Rufus) foi um senador romano nomeado cônsul sufecto para o nundínio de setembro a dezembro de 95 com Lúcio Bébio Tulo.

## Carreira
Rufo é conhecido primariamente através de inscrições. Apesar de não existir uma que apresente seu cursus honorum, diversos cargos ocupados por ele estão atestados em diplomas militares e em uma inscrição no Templo de Ártemis em Éfeso.
O primeiro cargo conhecido é o de governador da Dalmácia em 13 de julho de 94. Werner Eck interpretou esta inscrição como indicando que seu mandato foi de 92 a 95, o ano de seu consulado. Depois, foi nomeado governador da Mésia Inferior entre 98 e 100, sugerindo que Rufo era um competente administrador. O terceiro é um cargo conhecido é o de procônsul da África, geralmente o ápice de uma carreira senatorial, através da inscrição em Éfeso. Como é pouco comum que se encontrem evidências de um mandato numa província em outra, presume-se que ele tivesse alguma relação pessoal com a cidade.